# Larelar Lake
Der Larelar Lake ist ein runder See an der Ingrid-Christensen-Küste des ostantarktischen Prinzessin-Elisabeth-Lands. In den Vestfoldbergen liegt er südlich des Powell Point.
Das Antarctic Names Committee of Australia benannte ihn deskriptiv nach dem Begriff für rund aus der Sprache der Aborigines.